# Aldo Rossi
Aldo Rossi (Milano, 3. svibnja 1931. – Milano, 4. rujna 1997.) je bio talijanski arhitekt i dizajner koji je bio jedinstvena osoba koja je uspjela ostvariti međunarodno priznanje kao teoretičar, crtač, arhitekt i dizajner; dobitnik Pritzkerove nagrade za arhitekturu (1990.), poznat i kao jedan od prvih autora postmoderne arhitekture. 

## Životopis
Rossi je rođen u Milanu, gdje je 1949. počeo studirati arhitekturu na Politehničkom sveučilištu (Politecnico di Milano), gdje je i diplomirao 1959. godine. Već 1955. počeo je pisati za časopis Casabella, gdje je postao urednik između 1959. – 64. god.
Prestižnu Pritzkerovu nagradu je osvojio 1990. god., a jedna od sudaca, kritičarka Ada Louise Huxtable, ga je opisala kao „pjesnika koji je slučajno arhitekt”.
Poginuo je u rujnu 1997. godine u prometnoj nezgodi u Milanu.

## Djela
Njegovi najraniji radovi iz 1960-ih bili su uglavnom teorijski i predstavljali su istodobni utjecaj talijanskoga modernizma 1920-ih (npr. Giuseppe Terragni), klasicistički utjecaji bečkog arhitekta Adolfa Loosa, i razmišljanja slikara Giorgia De Chirico. Izlet u Sovjetski Savez za proučavanje staljinističke arhitekture je također ostavio značajan dojam.
U svojim djelima Rossi je kritizirao nedostatak razumijevanja grada tadanje arhitektonske prakse. Tvrdio je da se grad mora studirati i cijeniti kao nešto što se gradi dugo, a poseban značaj dobivaju urbani spomenici koji izdrže sud vremena. Rossi je zaključio kako se grad sjeća svoje prošlosti (tj. posjeduje „kolektivno sjećanje”) i mi trebamo koristiti tu memoriju preko njegovih spomenika, koji naposljetku gradu daju oblik.
Rossi je postao iznimno utjecajan koncem 1970-ih i 1980-ih kad je svoje ideje potvrdio brojnim izvedenim projektima i izdavanjem knjiga „Arhitektura grada” (L'architettura della Città, 1966.) i „Znanstvena autobiografija” (Autobiografia scientifica, 1981.)
Za Venecijansko bijenale 1979. god. projektirao je plutajuće „Kazalište svijeta” (Teatro del Mondo) koje je primalo 250 posjetitelja, dok je za bijenale 1984. dizajnirao slavoluk na ulazu u izložbeni prostor.

### Kronološki popis značajnijih djela
- Monte Amiata compleks, četvrt Gallaratese, Milano, Italija (1968. – 1974.) zajedno s arhitektom Carlom Aymoninom  Arhivirana inačica izvorne stranice od 24. listopada 2009. (Wayback Machine)
- Groblje San Cataldo, Modena, Italija (1971.)
- Teatro del Mondo, Venecijansko bijenale (1979.)
- Stambena zgrada četvrti Südliche Friedrichstadt za IBA 84 izložbu u Berlinu (1979.)
- Osnovna škola u Broni, zajedno s arhitektom Arduinom Cantafora
- Teatro Carlo Felice, Genova, Italija (1981.)[3]
- Centro direzionale, Perugia, Italija (1982. – 88.)
- Palazzo Hotel, Fukuoka, Japan (1986. – 89.)
- Bonnefanten Museum, Maastricht, Nizozemska (1990. – 94)
- Quartier Schützenstrasse, Berlin, Njemačka (1994. – 98.)
- Ca' di Cozzi, Verona, Italija, njegov posljednji projekt
- Mojiko Hotel, Kitakyushu, Japan (1996. – 98.)
- Skolastička zgrada, Manhattan, New York, SAD (2001.) izgrađena postumno

## Vanjske poveznice
- Aldo Rossi na stranicama Pritzkerove nagrade (engl.)
- Bonnefanten Museum (engl.)
- Aldo Rossi na stranicama Kanadskog centra za arhitekturu (engl.)
- Zaklada Aldo Rossi (engl.)